# 真·保羅·雲赫基
真·保羅·雲赫基（荷蘭語：Jan Paul van Hecke，2000年6月8日—），荷蘭職業足球運動員，現效力英超球隊布萊頓。

## 外部連結
- Soccerway資料庫：真·保羅·雲赫基